# Богодарівка (Куп'янський район)
Богода́рівка — село в Україні, у Шевченківській селищній громаді Куп’янського району Харківської області. Населення становить 255 осіб. До 2020 орган місцевого самоврядування — Семенівська сільська рада.

## Географія
Село Богодарівка знаходиться на березі річки Середня Балаклійка, вище за течією примикає село Сумське, нижче за течією примикає село Семенівка. Через село проходить автомобільна дорога Т 2110.

## Історія
Дата заснування 1825 рік.
7 (20) листопада 1917 року, відповідно до.Третього Універсалу Української Центральної Ради, увійшло до складу Української Народної Республіки.
12 червня 2020 року, відповідно до Розпорядження Кабінету Міністрів України № 725-р «Про визначення адміністративних центрів та затвердження територій територіальних громад Харківської області», увійшло до складу Шевченківської селищної територіальної громади.
19 липня 2020 року, в результаті адміністративно-територіальної реформи та ліквідації Шевченківського району, село увійшло до складу новоутвореного Куп'янського району Харківської області.

## Пам'ятки
- Братська могила радянських воїнів. Поховано 203 воїнів.
- Половецький курган з кам'яною «бабою», який зазнав акту вандалізму. У 1994-1998 роках кам'яну «бабу» намагалися вивезти за межі села. Складається «баба» з трьох частин. Підстава, тулуб, голова. В результаті спроби вивезення голова «баби» пропала і тепер на її місце встановлений муляж з бетону. У селі існувало повір'я, що якщо зібрати «бабу», то піде дощ, якщо зняти голову і покласти поруч, то дощі закінчаться.
- Сучасною «пам'яткою» є газова свердловина, на якій щодня «на факел» викидаються тисячі кубометрів газу. При цьому наноситься колосальний збиток екології місцевості. Викид газу здійснюється незаконно з метою підняття зі свердловини більшого відсотка «газоліну», який є «дармовим» паливом для автомобілів обслуговчого персоналу.
- На території села до 50-х років минулого сторіччя існував православний храм.
- Також на території «старої Богодарівки» розташована могила часів громадянської війни минулого століття.